# صلاح عمر العلي
صلاح عمر العلي (17 يوليو 1938 - 27 مايو 2024)، كان عضوا في مجلس قيادة الثورة العراقية ووزير الثقافة والإعلام العراقي من 1968 إلى 1970 ثم سفيرا في السويد وإسبانيا والأمم المتحدة من 1973 إلى 1979. كان عضواً بارزاً في المعارضة العراقية.
على الرغم من أنه كان سابقا عضوا بارزا في حزب البعث العربي الاشتراكي ولذلك كان قريبا جدا من أفراد مثل صدام حسين اتهموا فيما بعد بارتكاب عدد من الفظائع. العلي صاحب شعبية في العراق واستقال مرتين من مناصب حكومية رفيعة المستوى احتجاجا على مواقف.

## السنوات الأولى
ولد في محافظة صلاح الدين في قرية قريبة من مدينة تكريت. وينتسب إلى عشيرة الشيايشة التكريتية، وكان والده عمر مالكا صغيرا للأراضي شارك في الإنتاج الزراعي. هاجر العلي في نهاية المطاف إلى بغداد حيث درس في كلية الحقوق وأصبح نشطا في السياسة. في ذلك الوقت كان الحزبان السياسيان الرئيسيان اللذان كانا شائعين بين الشباب العراقي هما الحزب الشيوعي العراقي وحزب البعث اللذين شرحا مبادئ اشتراكية تتعلق بإعادة توزيع الثروة والقضاء على الطبقات الاجتماعية القديمة التي هيمنت على المجتمع العراقي في ذلك الوقت وكلاهما عارض بعنف البريطانيين. في هذا السياق انضم العلي إلى حزب البعث. ولد نشاطه قدرا معينا من العداء من الحكومة.

## سنوات في الحكومة
بحلول عام 1968 كان العلي عضوا بارزا في حزب البعث. عندما استولى البعث على السلطة في ثورة يوليو من عام 1968 عُيِّنَ العلي في مجلس قيادة الثورة العراقية وهو مجموعة من ستة مسؤولين بارزين في حزب البعث الذين يتمتعون بسلطة تنفيذية مشتركة في جميع أنحاء البلاد. كما شغل كل عضو من أعضاء مجلس قيادة الثورة مناصب حكومية وعين العلي وزيرا للثقافة والإعلام. على هذا النحو كان العلي مسؤولا عن الشؤون الثقافية وإدارة الحملة الإعلامية الرسمية للحكومة.

## المنفى في لبنان
ظهر عدد من الاختلافات بين العلي وباقي زملائه في عام 1970 واستقال العلي من منصبه الحكومي نتيجة لهذه الاختلافات وأرسل إلى المنفى في مصر. ظل العلي في مصر لبعض الوقت وانتقل في نهاية المطاف إلى لبنان حيث بقي حتى عام 1973.

## سنوات في الدبلوماسية
في عامي 1972 و 1973 أثر حدثان كبيران تأثيرا كبيرا على الموقف الجيوسياسي للعراق. أولا في عام 1972 قررت الحكومة البعثية وضع حد للمصالح البريطانية في صناعة النفط في العراق وتأميم جميع المصالح النفطية المملوكة من قبل الشركات البريطانية في جميع أنحاء البلاد. ثانيا تسببت أزمة النفط عام 1973 في ارتفاع أسعار النفط أربعة أضعاف في الأسواق الدولية بين عشية وضحاها. أدى الجمع بين هذين الحدثين إلى تعزيز مكانة البعث التي تمكنت بعد ذلك من استثمار كميات هائلة من رؤوس الأموال في الاقتصاد العراقي وفي جيشها.
في تلك المرحلة دعت الحكومة العراقية الواثقة من موقفها عددا من المنشقين للعودة إلى العراق. عاد العلي إلى بغداد بعد وعده بالمرور الآمن. بعد وصوله بفترة وجيزة عرض عليه منصب السفير لدى السويد الذي رفضه في البداية ولكنه سرعان ما عين سفيرا في السويد حيث عمل من عام 1973 إلى عام 1976. ثم شغل منصب السفير لدى إسبانيا في الفترة من 1976 إلى 1978 ثم عين بعد ذلك كممثل دائم لدى الأمم المتحدة في نيويورك حيث عمل من 1978 إلى 1981.

## سنوات في المعارضة
تولى صدام حسين الرئاسة في عام 1979 وحضر في وقت لاحق من ذلك العام مؤتمر حركة عدم الانحياز في كوبا الذي حضره العلي أيضا والتقى بممثلي جمهورية إيران الإسلامية الجديدة.
بعد بضعة أشهر من بدء حرب الخليج الأولى استقال العلي من منصبه مرة أخرى. نتيجة لهذا القرار منع العلي من العودة إلى وطنه ولم يتمكن من العودة إلى العراق إلا بعد غزو العراق عام 2003.
بعد حرب الخليج الثانية عام 1991 قرر العلي الانضمام رسميا إلى المعارضة العراقية ومع إياد علاوي شكل حزب الوفاق قصير الأمد. بدأ نشر صحيفة سياسية أسبوعية من لندن اعتمدت خط وطني ومعادي لصدام حسين. رفضت الصحيفة أي نفوذ أجنبي في البلاد وعارضت بشدة العقوبات الدولية التي فرضها المجتمع الدولي على العراق.

## العودة إلى العراق
مع بدء حرب العراق في مارس 2003 أجرى العلي مقابلة في عدد من المناسبات على قناة الجزيرة أدان فيها كلا من غزو العراق بقيادة الولايات المتحدة وحكومة صدام حسين. مع دخول الحكومة العراقية في الانحدار دخل العلي البلاد عبر الحدود السورية العراقية وصُوِّرَ هذا الحدث في فيلم وثائقي في قناة العربية بُثّ بعد فترة وجيزة من الحرب. عاد العلي ليعيش في بغداد منذ الحرب حيث واصل نشر صحيفته الأسبوعية التي تبنت موقفا مناهضا للاحتلال والمعارضة.

## وفاته
توفي ليلة 27 مايو 2024 في مدينة إسطنبول.

## الروابط الخارجية
- الأطلسي المادة الشهرية